# Damian Gorawski
Damian Gorawski (Ruda Śląska, 4 de janeiro de 1979) é um ex-futebolista polonês que atuava como meio-campista.
Iniciou sua carreira em 1997, no Ruch Chorzów. Passou ainda por Wisła Cracóvia, FC Moscow, Shinnik Yaroslavl e Górnik Zabrze.
Esnobado pelo técnico Adam Nawałka, Gorawski foi relegado ao time reserva do Górnik Zabrze em 2010, encerrando sua carreira no ano seguinte.

## Seleção Polonesa
Pela Seleção Polonesa de Futebol, Gorawski atuou em 14 partidas entre 2003 e 2005, marcando um gol. Foi convocado para a Copa do Mundo FIFA de 2006, mas acabou sendo cortado. Para seu lugar, o treinador Paweł Janas o substituiu por Bartosz Bosacki. O motivo do corte de Damian foi por conta de uma espécie severa de asma.

## Títulos
- Wisła Cracóvia
  - Campeonato Polonês de Futebol (2): 2003/04, 2004/05